# 揖斐二度桜
揖斐二度桜（いびにどざくら）は、岐阜県揖斐郡大野町大字南方字二度桜184番地2にある、国の天然記念物指定の桜である。「飛騨・美濃さくら三十三選」に選定されている。

## 特徴

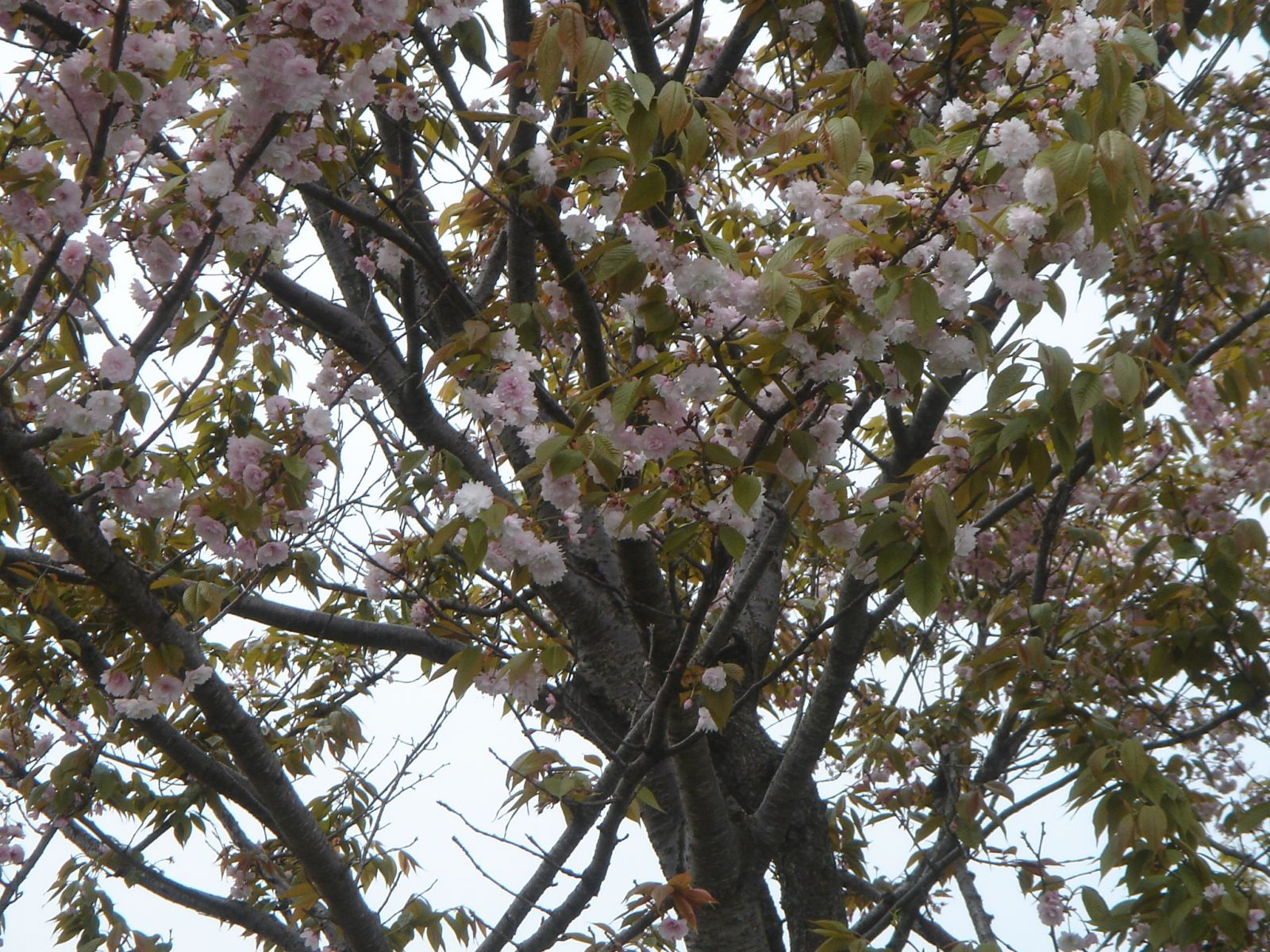
枝の拡大写真

ヤマザクラの変種と考えられている。一つの木にて、枝毎に「一重」と「八重」と異なったの2種類の花が咲く。また、八重の花は、一度しぼんでから再び開花する。このことから、二度桜と名づけられている。二度咲きするのは1本の桜の木で数個の花のみである。
幹周はは160cm、高さは8m、樹齢は140年と推測されている。
この桜は、2つの小さな古墳の上にたっている。
1923年3月7日、希少価値が認められ、国の天然記念物に指定された。2009年2月に3本が追加指定され、計4本が指定されている。
天保時代の1838年、初代の揖斐二度桜は暴風雨の為倒木。この初代の根元からの若芽を育てて2代目として復活したが、この2代目も昭和初期の1934年に枯れてしまった。この2代目根元からでてきた4本の若芽を育て上げたのが、現在の揖斐二度桜（3代目）である。
過去、接木や種子からの育成など、この揖斐二度桜の繁殖を試みたが、あまりにも特殊な変種の桜のため、成功していない。